# Bruna Altieri
Bruna Altieri Cois  (Foz do Iguaçu, 16 de outubro de 1999) é uma atriz brasileira.

## Biografia
Nascida em Foz do Iguaçu, durante sua infância morou nos Estados Unidos e aos 9 anos decidiu se dedicar a atuação. A carreira de atriz em 2015, fazendo testes para interpretar Angel na telenovela Verdades Secretas, a atriz chegou até ser aprovada para o papel, mais como tinha apenas 16 anos, foi proibida pelo juizado de menores por ser menor de idade, já que a trama tinha cenas de nudez e sexo, sendo assim o papel ficou com a atriz Camila Queiroz. Fez sua estréia na televisão em 2018, participando da novela das sete Deus Salve o Rei interpretando Valentina, a Princesa de Teravila. Em 2016, protagonizou a websérie Sociedade Psi no papel de Rita, onde ela fez a produção executiva e foi dirigida pelo ex namorado Guilherme Leicam, onde concorreram no Festival internacional de Audiovisual. No mesmo ano fez sua estréia no cinema, interpretando Sarah no curta-metragem Um Romance Qualquer que foi exibido na New York Film Academy, Estados Unidos. Em 2017, gravou o filme Socorro, Virei Uma Garota!, que estreou em agosto de 2019, no papel de Liamara.

## Vida pessoal
Fluente em língua inglesa, é filha de uma brasileira e de um italiano. Entre 2014 e 2019, namorou por quatro anos o ator Guilherme Leicam.

## Filmografia
| Ano  | Título           | Personagem                          | Notas                  |
| ---- | ---------------- | ----------------------------------- | ---------------------- |
| 2018 | Deus Salve o Rei | Valentina Viz, Princesa de Teravila | Episódio: "2 de junho" |
| 2020 | Limits           | Nathalie                            |                        |

### Cinema
| Ano  | Título                     | Personagem | Notas          |
| ---- | -------------------------- | ---------- | -------------- |
| 2018 | Um Romance Qualquer        | Sarah      | Curta-metragem |
| 2019 | Socorro, Virei Uma Garota! | Liamara    |                |
| 2023 | Tração                     | Isadora    |                |

### Internet
| Ano  | Título        | Personagem |
| ---- | ------------- | ---------- |
| 2016 | Sociedade Psi | Rita       |